# St. Cäcilia (Germering)

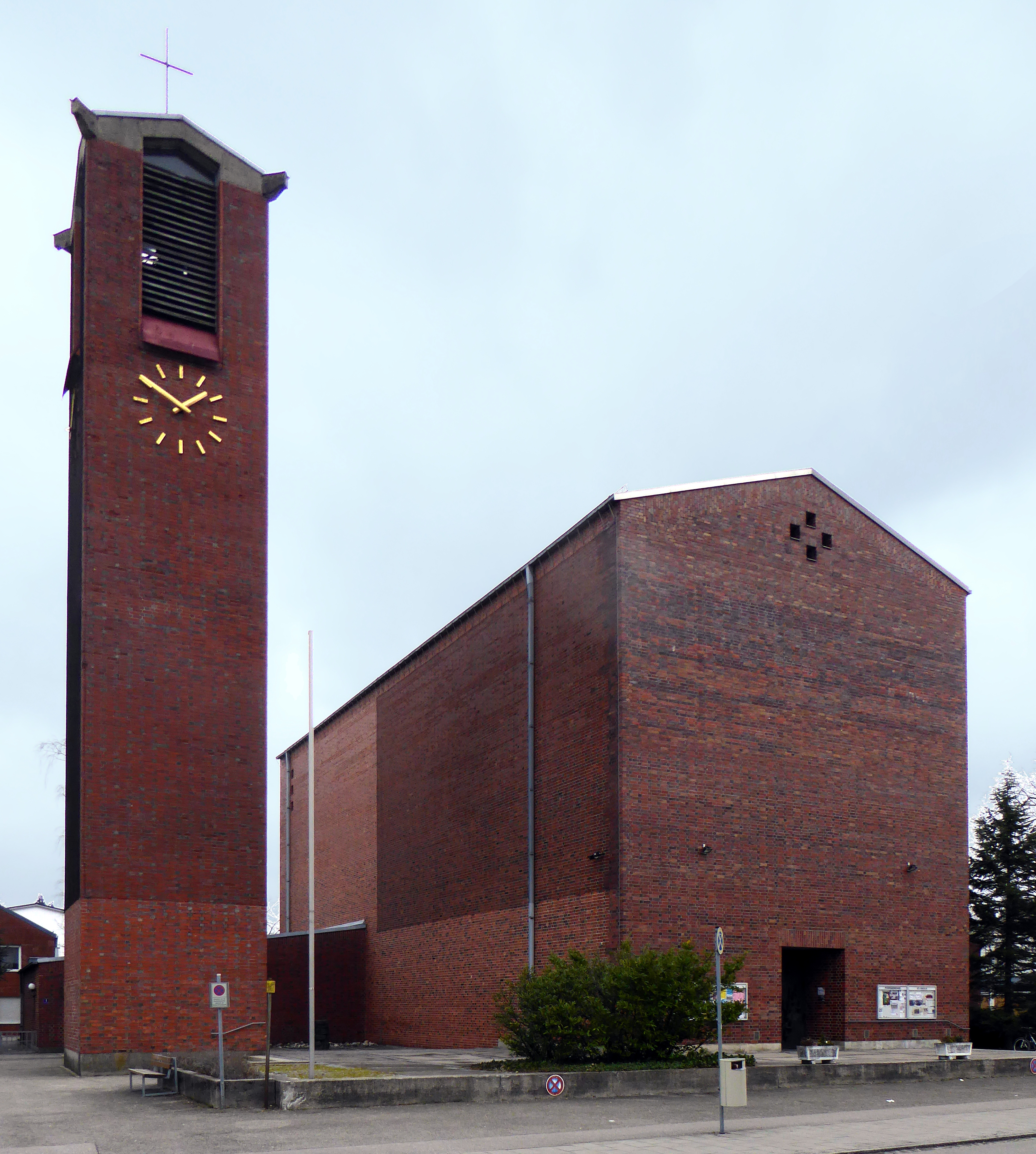
Außenansicht von Westen

St. Cäcilia ist eine römisch-katholische Pfarrkirche in Germering, die im Jahr 1959 erbaut wurde.

## Geschichte
Nach dem Zweiten Weltkrieg gab es eine starke Zuwanderung in die Gemeinde Harthaus und den Ortsteil Neugermering entlang der Bahnlinie. Beide Siedlungsgebiete waren weit von den bisherigen Kirchen entfernt, weshalb sich ein Neubau im Osten von Germering anbot. So beschloss die Kirchenverwaltung am 28. Juli 1957 die Errichtung einer Kirche in Neugermering. Nach dem Entwurf von Walter Ehm wurde die Kirche gebaut.
Am 15. Mai 1959 erfolgte der Spatenstich und am 6. September 1959 die Grundsteinlegung. Nach eineinhalb Jahren Bauzeit wurde der Neubau am 23. Oktober 1960 durch Weihbischof Johannes Neuhäusler geweiht. Damals lag die Kirche noch am Ortsrand, mittlerweile ist Germering herumgewachsen.
Im Jahr 1972 wurde das Pfarrheim geweiht und das Pfarrzentrum entstand. Im Jahr 2011 wurde die Gemeinde Teil der „Stadtkirche Germering“. Zum Ende 2022 wurden die Kindergartengruppen nach St. Martin verlegt und der Kindergarten an der Kirche dauerhaft geschlossen. Die Gemeinde unterhält eine aktive Partnerschaft mit dem Bistum Aného im Togo.

## Architektur und Ausstattung
Die Kirche ist eine Mischung aus modernem Saalbau und altchristlicher Basilika mit flachem Satteldach. Kirchenbau und freistehender Kirchturm sind mit roten Ziegeln verkleidet. Der Kirchturm steht an der nordwestlichen Ecke und trägt vier umseitige goldene Uhren.

## Orgel

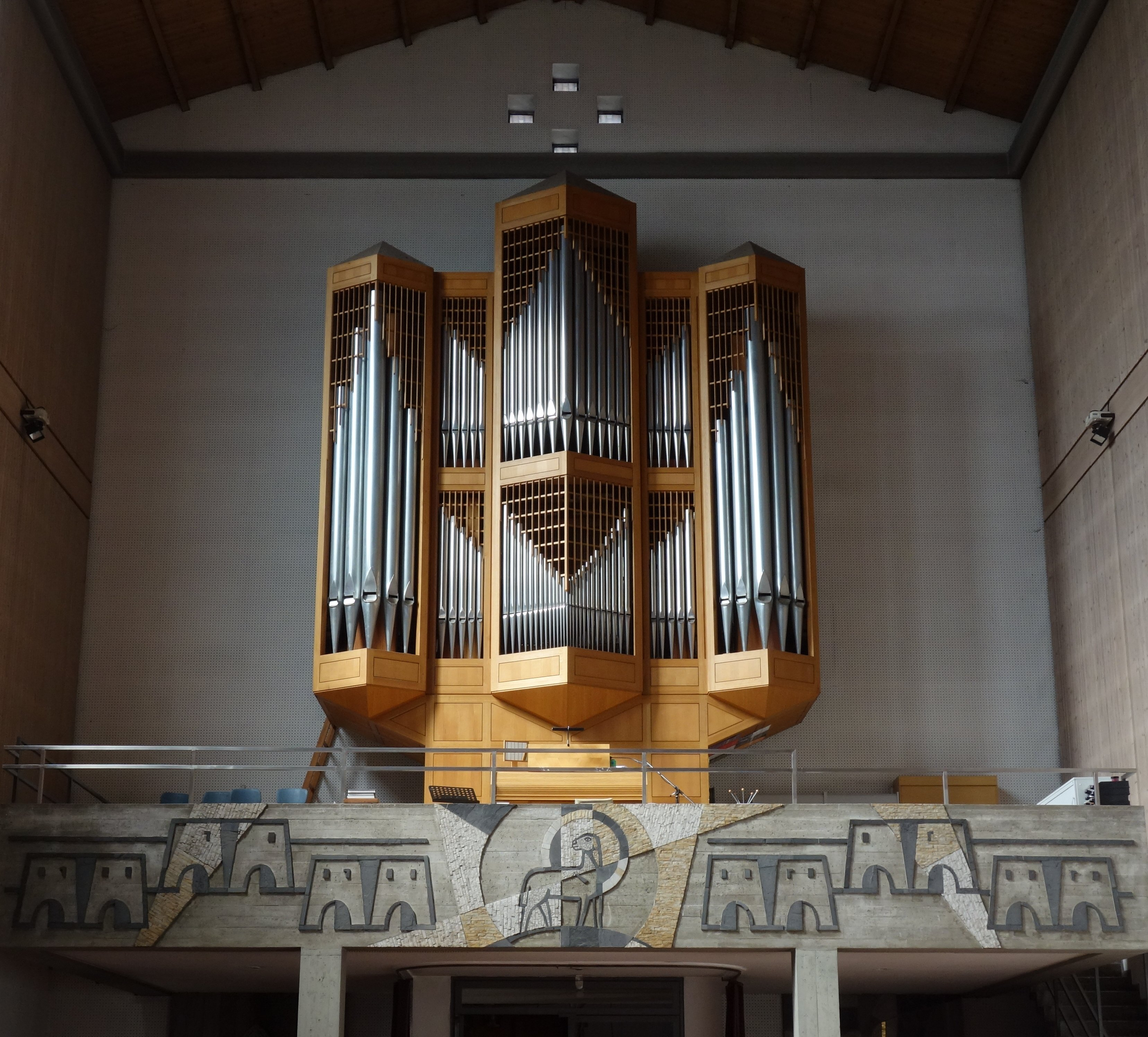
Die Jann-Orgel

Die erste Orgel war 1963 von Orgelbau Carl Schuster & Sohn gebaut worden, war allerdings bereits 1980 störanfällig. Nach einem Ausschreibungsverfahren wurde ein Entwurf von Georg Jann ausgewählt und unter Beratung von Franz Lehrndorfer umgesetzt. Die Orgel hat 26 Register auf zwei Manualen und Pedal. Die Disposition lautet:
| I Hauptwerk     |       |
| Principal       | 8′    |
| Rohrflöte       | 8′    |
| Oktave          | 4′    |
| Spitzflöte      | 4′    |
| Blockflöte      | 2′    |
| Sesquialtera II |       |
| Mixtur IV–VI    | 1 ⁄3′ |
| Trompete        | 8′    |
| Tremulant       |       |

| II Schwellwerk |       |
| Bordun         | 16′   |
| Hohlflöte      | 8′    |
| Dolcan         | 8′    |
| Schwebung      | 8′    |
| Principal      | 4′    |
| Holzflöte      | 4′    |
| Oktave         | 2′    |
| Nasat          | 1 ⁄3′ |
| Scharff IV     | 1′    |
| Krummhorn      | 8′    |
| Tremulant      |       |

| Pedal     |     |
| Principal | 16′ |
| Subbaß    | 16′ |
| Oktavbaß  | 8′  |
| Baßflöte  | 8′  |
| Choralbaß | 4′  |
| Mixtur V  | 2′  |
| Posaune   | 16′ |
| Trompete  | 8′  |

- Koppeln: II/I, I/P, II/P
- Spielhilfen: 5-facher mech. Setzer
- Bemerkungen: Schleiflade, mechanische Spiel- und Registertraktur

## Glocken
Die Kirche verfügt über vier Glocken, die die Melodielinie eines Idealquartetts bilden. Die Glocken im Einzelnen:
| Nr. | Name           | Material | Gussjahr | Gießer                     | Durchmesser [mm] | Gewicht [kg] | Schlagton (HT-1/16) |
| --- | -------------- | -------- | -------- | -------------------------- | ---------------- | ------------ | ------------------- |
| 1.  | Kongressglocke | Bronze   | 1960     | Karl Czudnochowsky, Erding | 1.210            | 990          | e1-8                |
| 2.  | Cäcilia        | Bronze   | 1960     | Karl Czudnochowsky, Erding | 990              | 532          | g1-5                |
| 3.  | Maria          | Bronze   | 1960     | Karl Czudnochowsky, Erding | 890              | 390          | a1-7                |
| 4.  | Michael        | Bronze   | 1960     | Karl Czudnochowsky, Erding | 740              | 225          | c2-6                |

## Kirchenmusik
Im Jahr 1990 wurde der Konzertverein „Musica sacra St. Cäcilia e.V.“ gegründet. Um Weihnachten wird regelmäßig das Weihnachtsoratorium von Johann Sebastian Bach aufgeführt. Dazu kommen Sonderkonzerte zu Antonín Dvořák oder Felix Mendelssohn Bartholdy. Im Jahr 2022 fiel der Namenszusatz St. Cäcilia weg und der Verein orientiert sich seitdem stadtkirchenweit.